# Iwan Biessonow
Iwan Gieorgijewicz Biessonow ros. Иван Георгиевич Бессонов (ur. 24 sierpnia 1904 r. w Permie w Rosji, zm. 19 kwietnia 1950 r. w ZSRR) – wysoki oficer wojsk wewnętrznych NKWD i Armii Czerwonej (kombrig), założyciel i przewodniczący Rosyjskiej Narodowej Partii Reformistów (RNPR) i organizacji Polityczne Centrum Walki z Bolszewizmem podczas II wojny światowej.
Ukończył 4-klasową szkołę w Permie. W lutym 1920 r. wstąpił do armii bolszewickiej. Doszedł do funkcji zastępcy szefa sztabu jednego z pułków kawalerii. Od 1934 r. służył w wojskach NKWD na różnych stanowiskach dowódczych. Jego kariera wojskowa, której szczyt przypadł na okres wielkiego terroru lat 1937–1938, przebiegała pod znakiem pełnego zaangażowania w stalinowskie czystki. W tym okresie sprawował on funkcję dowódcy Zabajkalskiego Okręgu Pogranicznego NKWD, zastępcy gen. Iwana I. Maslennikowa, a następnie szefa oddziału wojennego przygotowania w sztabie pogranicznych i wewnętrznych wojsk NKWD. W 1940 r. popadł w niełaskę Ławrientija P. Berii, szefa NKWD, ale udało mu się uniknąć śmierci. Został jednak przeniesiony do Armii Czerwonej, w której w momencie najazdu Niemiec na ZSRR 22 czerwca 1941 r. dowodził 102 Dywizją Strzelecką. 26 sierpnia dostał się do niewoli niemieckiej w rejonie Homla i został osadzony w oflagu w Hammelburgu. Wiosną 1942 r. założył tam efemeryczne ugrupowanie polityczne pod nazwą Rosyjska Narodowa Partia Reformistów, które jesienią tego roku powołało antykomunistyczną organizację Polityczne Centrum Walki z Bolszewizmem, na czele której stanął. Opracował następnie wraz z b. generałem Armii Czerwonej Michaiłem A. Meandrowem plan tzw. desantu na GUŁAG, który przewidywał dywersyjny atak sił niemieckich na tyły wojsk sowieckich w rejon istnienia wielu sowieckich łagrów w ramach Gułagu. W tym celu sformował brygadę złożoną z jeńców wojennych. Ostatecznie plan nie został jednak zrealizowany. W późniejszym okresie Gestapo zlikwidowało RNPR i Polityczne Centrum Walki z Bolszewizmem, a I. G. Biessonowa przeniosło do specjalnego oddziału obozu koncentracyjnego w Sachsenhausen. W pierwszych dniach maja 1945 r. został uwolniony przez Armię Czerwoną. W grudniu tego roku został aresztowany. Po procesie został skazany na karę śmierci, którą wykonano przez rozstrzelanie 19 kwietnia 1950 r.